# George Emil Ștefănuțiu
George Emil Ștefănuțiu (n. 26 noiembrie 1893, Blaj- d. 14 august 1968, Bistrița) a fost un deputat în Marea Adunare Națională de la Alba Iulia, organismul legislativ reprezentativ al „tuturor românilor din Transilvania, Banat și Țara Ungurească”, cel care a adoptat hotărârea privind Unirea Transilvaniei cu România, la 1 decembrie 1918.:p. 77

## Biografie
Ștefănuțiu, născut în Blaj, a urmat studiile la Institutul  Teologic din Blaj. Este numit preot greco-catolic în Filpișu Mare. Devine președinte al Consiliului Național de acolo. După anul 1918 a fost de asemenea preot în Parva și Feldru, iar mai apoi în Năsăud. A decedat la data de 14 august 1968 la Bistrița.

## Activitatea politică
A fost ales ca delegat supleant al cercului electoral Reghin, la Marea Adunare Națională de la Alba Iulia de la 1 decembrie 1918.:p.268